# Habronattus pyrrithrix
Habronattus pyrrithrix es una especie de araña saltadora del género Habronattus, familia Salticidae. Fue descrita científicamente por Chamberlin en 1924.
Habita en los Estados Unidos y México.